# Вчелинце
Вчелинце (слч. Včelince) насељено је мјесто са административним статусом сеоске општине (слч. obec) у округу Римавска Собота, у Банскобистричком крају, Словачка Република.

## Становништво
| Година:    | 1994. | 2004.    | 2014.   | 2024.   |
| ---------- | ----- | -------- | ------- | ------- |
| Број људи: | 680   | 763      | 785     | 816     |
| Разлика:   |       | +12,20 % | +2,88 % | +3,94 % |

| Година:    | 2023. | 2024.   |
| ---------- | ----- | ------- |
| Број људи: | 809   | 816     |
| Разлика:   |       | +0,86 % |

Према подацима о броју становника из 2011. године насеље је имало 813 становника.